# Друя (станция)
Друя (бел. Друя) — станция Витебского отделения Белорусской железной дороги в Браславском районе Витебской области . Находится в агрогородке Друя.

## История
Станция открыта в то время, когда эти земли относились к Польше, в 1933 году. Тогда до Друи была продлена тупиковая железнодорожная линия от Воропаево. Это было сделано с целью построения речного порта в Друе для выхода из Западной Двины в Балтийское море. На открытии регулярного движения присутствовал польский премьер-министр.
В настоящее время пригородное сообщение по станции Друя осуществляется региональными поездами экономкласса сообщением Воропаево — Друя.